# Cephalanthera damasonium
Céphalanthère blanchâtre, Céphalanthère blanche, Céphalanthère de Damas, Céphalanthère pâle
Espèce
Cephalanthera damasonium, la Céphalanthère blanche, blanchâtre, pâle ou de Damas, est une espèce eurasiatique d'orchidées terrestres, de la sous-famille des Epidendroideae.

## Taxonomie

### Noms français
C. damasonium est nommée en français par les noms recommandés ou typiques « Céphalanthère blanchâtre », « Céphalanthère blanche », « Céphalanthère de Damas » ou « Céphalanthère pâle ». De façon plus secondaire, elle est également nommée « Céphalanthère à grandes fleurs », « Elléborine blanche » et « Helléborine blanche ».

### Synonymes
Cephalanthera damasonium a pour synonymes :
- Cephalanthera alba (Salisb.) Simonk., 1886[1]
- Cephalanthera alba (Crantz) Simonk.[3]
- Cephalanthera damasonium lusus ochroleuca (Baumg.) Soó[3]
- Cephalanthera grandiflora (L.) Gray, 1821[1]
- Cephalanthera lancifolia Tod., 1842[1]
- Cephalanthera lancifolia (Murray) Dumort.[3]
- Cephalanthera latifolia Janch.[3]
- Cephalanthera latifolia (Mill.) Janch., 1907[1]
- Cephalanthera lonchophylla (L.f.) Mansf., 1938[1]
- Cephalanthera ochroleuca (Baumg.) Rchb.[3]
- Cephalanthera pallens (Sw.) Rich., 1818[1]
- Cephalanthera yuennanensis Hand.-Mazz., 1936[1],[3]
- Cymbidium pallens Sw.[3]
- Epipactis alba Crantz[3]
- Epipactis grandiflora (L.) Gaudin, 1829[1]
- Epipactis lancifolia (Murray) F.W.Schmidt[3]
- Epipactis ochroleuca Baumg., 1816[1],[3]
- Epipactis pallens Sw., 1805[1]
- Limodorum erectum Kuntze, 1891[1]
- Serapias alba Salisb., 1796[1]
- Serapias damasonium Mill., 1768[1],[3]
- Serapias grandiflora L., 1767[1]
- Serapias grandiflora Oeder[3]
- Serapias lancifolia F.W.Schmidt, 1793[1]
- Serapias lancifolia Murray[3]
- Serapias latifolia Mill., 1768[1]
- Serapias lonchophylla L.f., 1782[1]
- Serapias nivea Vill., 1787[1]
- Serapias ochroleuca (Baumg.) Steud.[3]
- Serapias pallens J.Jundz., 1830[1]
- Serapias pallens (Sw.) S.B.Jundz.[3]
- Serapias tota-alba Gilib.[3]

## Description

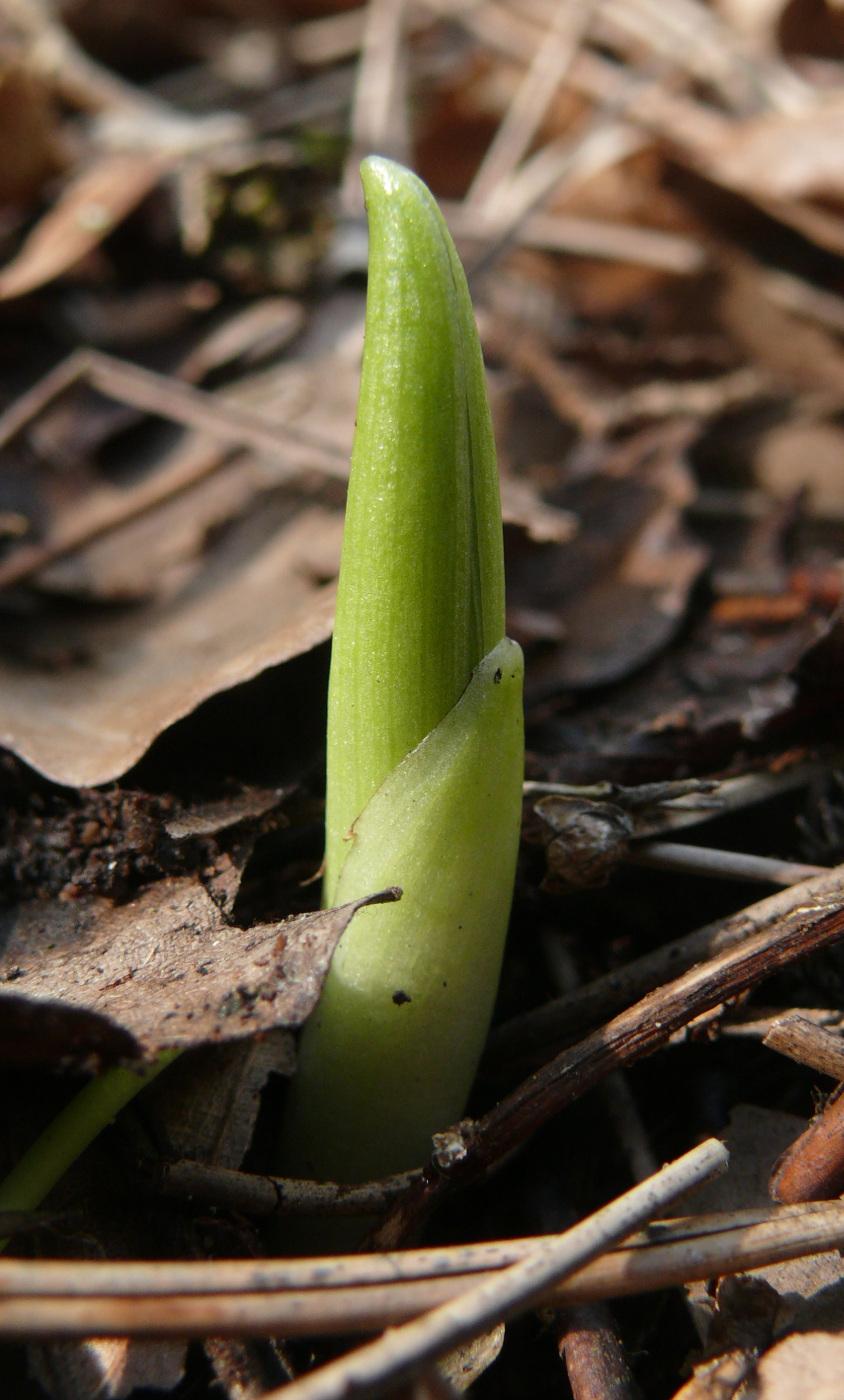
Bourgeon.
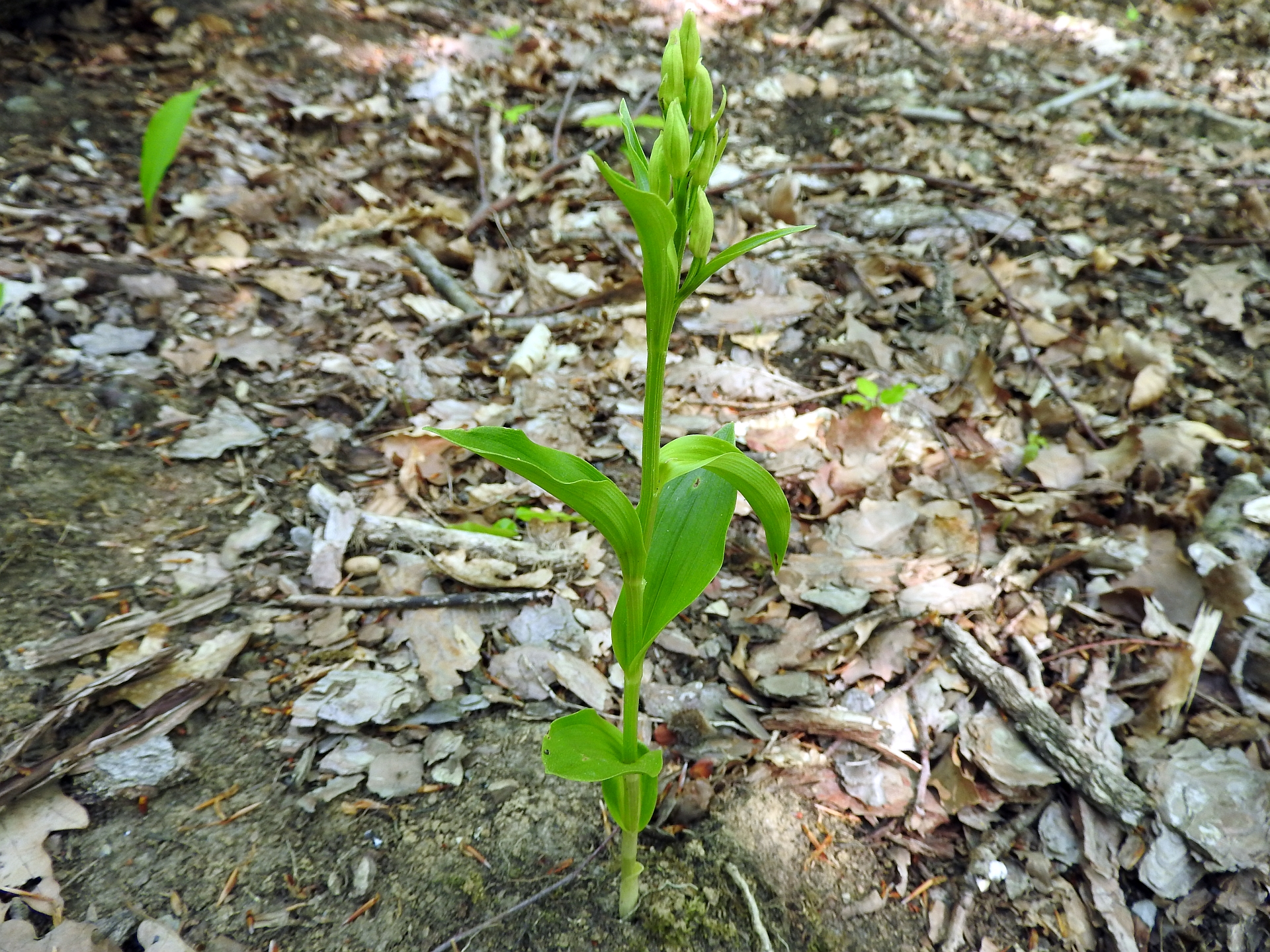
Plante et boutons floraux.
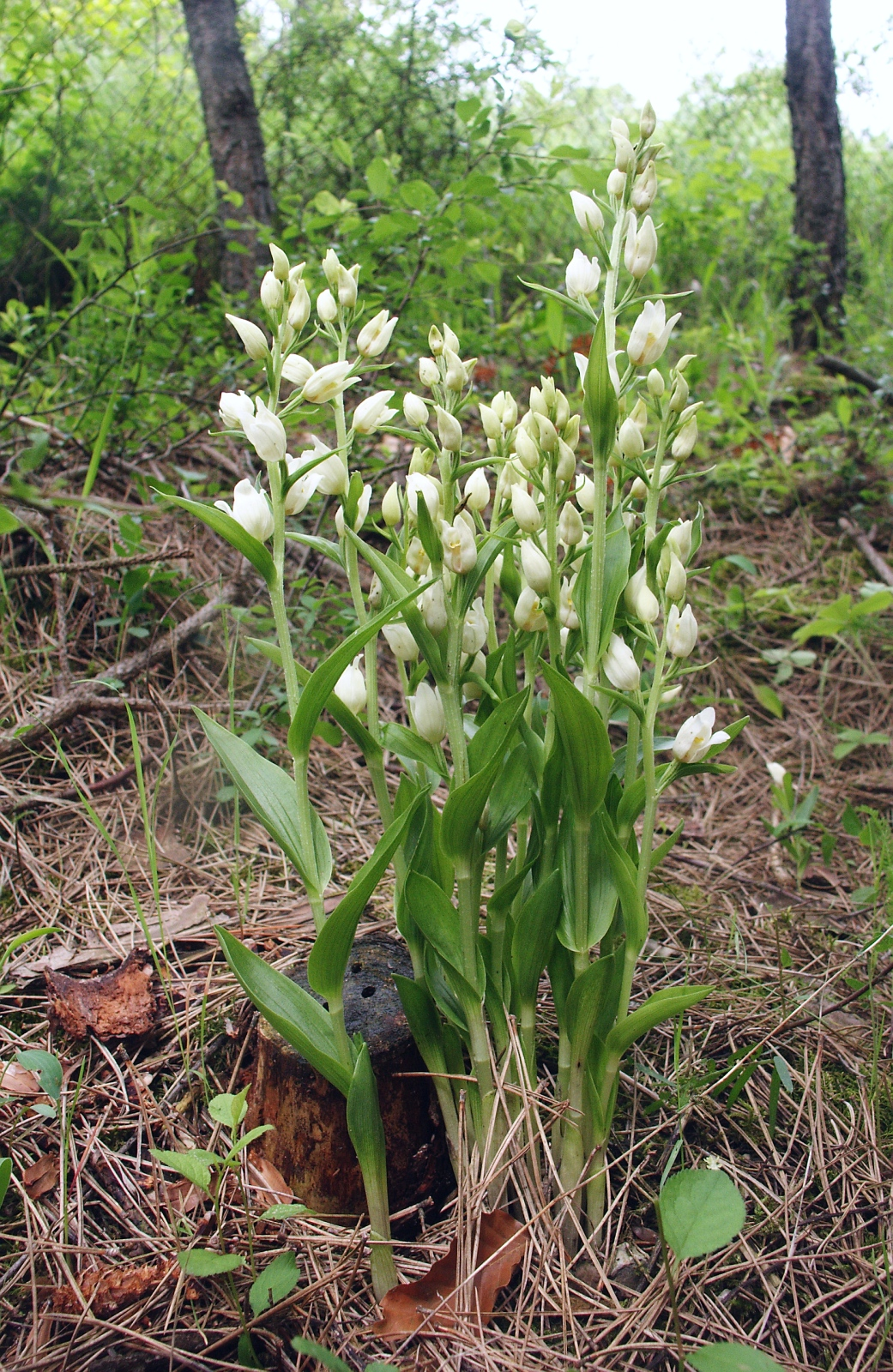
Plante en fleur.
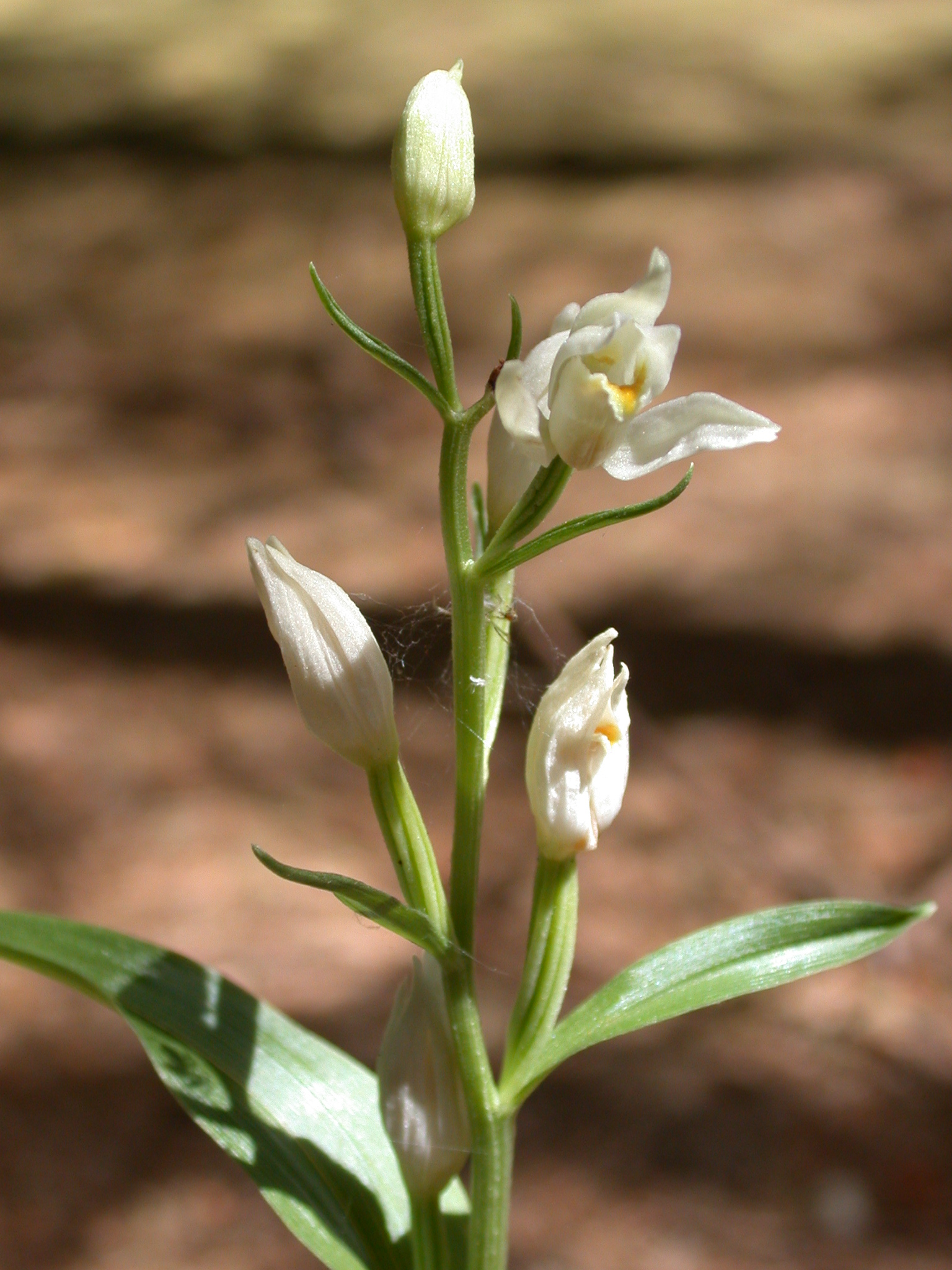
Inflorescence.
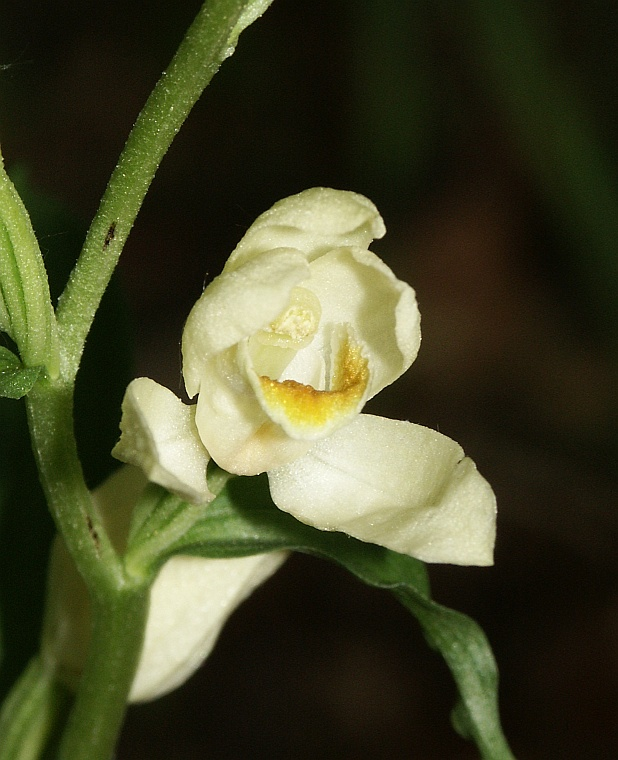
Fleur.
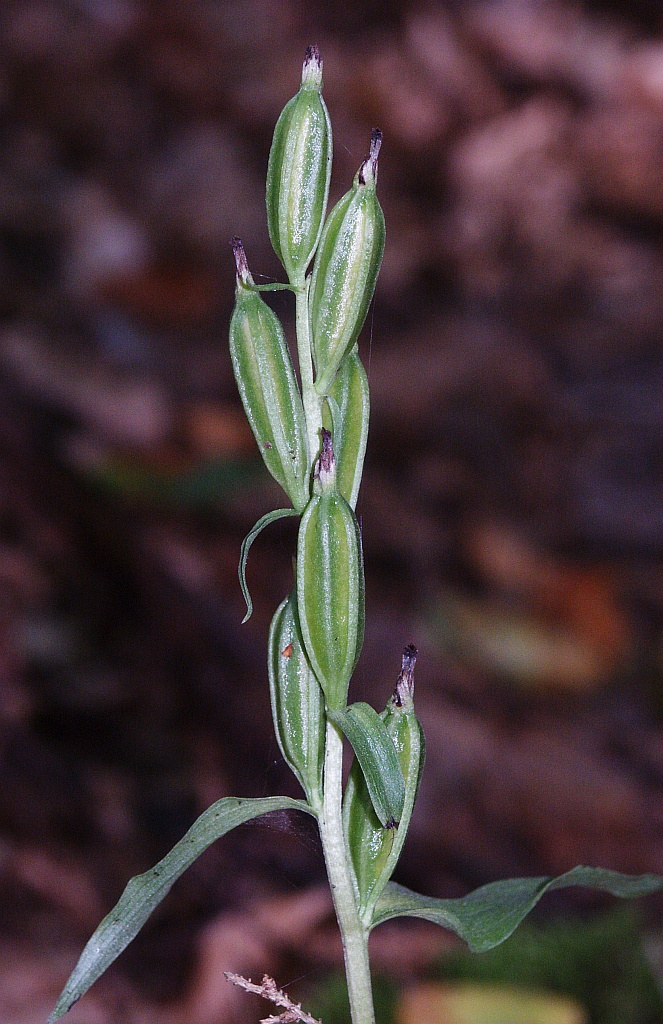
Fructification.

### Appareil végétatif
La tige verte atteint une hauteur de 20 à 40, voire 60 cm , elle est glabre, anguleuse, et présente 2 à 3 gaines basales brunâtres. Elle porte 4 à 10 feuilles d'un vert terne, plus ou moins étalées autour de la tige, ovales et lancéolées, deux fois plus longues que les entre-nœuds.

### Appareil reproducteur
L'inflorescence est en épi lâche, long de 10 à 15 cm ; elle contient 3 à 12 fleurs de couleur blanc-jaunâtre, assez grandes, généralement fermées ou ne s'ouvrant que très peu, munies d'une bractée foliacée dépassant nettement l'ovaire ; le périanthe est à divisions toutes obtuses, dépassant le labelle, qui est taché de jaune orangé à sa base et muni de crêtes jaunes ; l'ovaire est glabre et tordu.

### Confusions possibles
La confusion est possible avec Cephalanthera longifolia dont les fleurs sont plus blanches, plus petites plus nombreuses et dont la gaine foliaire n'est pas de la feuille.

## Biologie
Il s'agit d'une espèce uniquement autogame au taux de fécondation très haut. L'anthère de Cephalanthera damasonium s'ouvre déjà devant l'anthèse (ouverture de la fleur). De ce fait les pollinies peuvent contacter le mucus stigmatique et la pollinisation s'est faite. Sa floraison a lieu en mai et juin (début juin en Haute-Saône à 300 m d'altitude).

## Habitat et écologie
Cette espèce apprécie l'ombre des sous-bois frais ou de mi-ombre dans les ourlets forestiers, sur des sols calcaires ou neutres bien drainés (espèce mésoxérophile à mésophile) ; surtout sur calcaire plus ou moins décarbonaté, sur cailloutis, sur limons calcaires ; elle est fréquente dans les stades de recolonisation forestière aboutissant aux forêts thermophiles sur calcaire ; son optimum est aux étages collinéen et montagnard, mais elle est présente jusqu'à 1 200 m d'altitude. Elle pousse en particulier dans les chênaies-hêtraies, surtout dans les chênaies pubescentes, un habitat nommé Quercion pubescenti-petraeae, et dans les hêtraies sèches, où elle donne son nom à l'habitat « hêtraie à céphalanthère » (Cephalanthero-Fagion) ; aussi dans les ourlets et les pré-bois des Trifolio-Geranietea.

## Répartition
Elle est présente en Eurasie dans les régions tempérées et méditerranéennes ; plus précisément, sur l'ensemble de l'Europe, à l'Est du bassin méditerranéen (dont la Turquie, le Liban et la Palestine), dans le Caucase, en Iran, au Myanmar, en Chine, à l'Est de l'Himalaya, ainsi qu'en Algérie,.

## Menaces et conservation
En France, les populations de l'aire principale, de l'est et du sud-est, sont moins menacées que les populations occidentales, plus rares et plus clairsemées. L'espèce est menacée par l'évolution naturelle, par exemple la fermeture trop importante du milieu, ou, surtout, par la destruction (coupes, enrésinements) de son biotope, particulièrement dans les régions occidentales où elle est rare. Elle est classée « préoccupation mineure » au niveau national.